# Gérard Hernandez
Gérard Hernandez, nato Julio Gerardo Hernández (Valladolid, 20 gennaio 1933), è un attore e doppiatore spagnolo naturalizzato francese.

## Biografia
Nato a Valladolid, nella Castiglia e León, nel gennaio del 1933, emigra con i genitori in Francia durante i travagliati anni della guerra civile spagnola. Comincia la sua carriera come bibliotecario. Appare sul grande schermo per la prima volta nel film Gli anni che non ritornano (La Meilleure Part) del 1956 di Yves Allégret nel ruolo di un lavoratore spagnolo che non parla francese.
È specializzato nei secondi ruoli. Ha lavorato con Jean-Pierre Marielle e Philippe Noiret in Colpo di spugna (Coup de torchon) di Bertrand Tavernier del 1981.
È un ospite abituale nei programmi come Les Jeux de 20 heures su France 3 e L'Académie des neuf su France 2. Era anche ospite al gioco televisivo Les affaires sont les affaires su Canal+ negli anni ottanta.
Ha anche portato una ricca carriera al Théâtre de boulevard.
Dal 2002 al 2009 aveva il ruolo del commissario Perret nella serie Père et Maire
Dal 2004 al 2006 partecipò alla radio, presentato da Laurent Ruquier, On va s'gêner
Dal 2009 diventa tardivamente popolare grazie al personaggio di Raymond nella serie Scènes de ménages (inedito in Italia) su M6.
Fecce una apparizione in una clip di Man from the Stars del gruppo ØCTAV

## Doppiaggio
Famosissimo nel doppiaggio francese è noto soprattutto per aver dato voce a Jack Dalton dal 1978 al 1984 e altri cartoni come il Grande Puffo dei Puffi e Gonzo nei Muppet Show

## Filmografia

### Cinema
- Gli anni che non ritornano (La Meilleure Part), regia di Yves Allégret (1955)
- La casa di Madame Kora (Méfiez-vous fillettes), regia di Yves Allégret (1957)
- Montparnasse (Montparnasse 19), regia di Jacques Becker (1958)
- Guinguette, regia di Jean Delannoy (1959)
- Il buco (Le Trou), regia di Jacques Becker (1960)
- La bella americana (La Belle Américaine), regia di Robert Dhéry (1961)
- Quello che spara per primo (Un nommé La Rocca), regia di Jean Becker (1961)
- Le crime ne paie pas (Le Crime ne paie pas), episodio L'uomo della strada, regia di Gérard Oury (1962)
- La fabbrica dei soldi, regia di Jean-Claude Roy (1965)
- Il cervello (Le Cerveau), regia di Gérard Oury (1969)
- Louis de Funès e il nonno surgelato (Hibernatus), regia di Édouard Molinaro - non accreditato (1969)
- Les Gaspards, regia di Pierre Tchernia (1974)
- Attenti agli occhi, attenti al... (Attention les yeux !), regia di Gérard Pirès (1976)
- D'amour et d'eau fraîche, regia di Jean-Pierre Blanc (1976)
- Corrimi dietro... che t'acchiappo (Cours après moi que je t'attrape), regia di Robert Pouret di Claude Vital (1976)
- Le Chasseur de chez Maxim's (1976)
- Un attimo, una vita (Bobby Deerfield), regia di Sydney Pollack (1977)
- La nuit, tous les chats sont gris, regia di Gérard Zingg (1977)
- On peut le dire sans se fâcher o La Belle Emmerdeuse, regia di Roger Coggio (1978)
- Les Ringards, regia di Robert Pouret (1978)
- Il sostituto (Coup de tête), regia di Jean-Jacques Annaud (1979)
- Certaines nouvelles, regia di Jacques Davila (1980)
- C'est pas moi, c'est lui, regia di Pierre Richard (1980)
- Rodriguez au pays des merguez, regia di Philippe Clair (1980)
- Signé Furaxx, regia di Marc Simenon (1981)
- San-Antonio ne pense qu'à ça, regia di Joël Séria (1981)
- Prends ta Rolls et va pointer, regia di Richard Balducci (1981)
- Colpo di spugna (Coup de torchon), regia di Bertrand Tavernier (1981)
- Qu'est-ce qui fait craquer les filles..., regia di Michel Vocoret (1982)
- Joyeuses Pâques, regia di Georges Lautner (1984)
- Comment draguer tous les mecs, regia di Jean-Claude Feuillebois (1984)
- La vera storia della rivoluzione francese (Liberté, égalité, choucroute), regia di Jean Yanne (1985)
- Gros Dégueulasse, regia di Bruno Zincone (1985)
- Banana's Boulevard, regia di Richard Balducci (1986)
- Les Roses de Matmata, regia di José Pinheiro (1986)
- Corentin, ou Les infortunes conjugales, regia di Jean Marbœuf (1988)
- Les Gauloises blondes, regia di Jean Jabely - inedito al cinema (1988)
- Sanguines, regia di Christian François (1988)
- L'Invité surprise, regia di Georges Lautner (1989)
- Je t'aime quand même, regia di Nina Companeez (1994)
- Lumière noire, regia di Med Hondo (1994)
- Le Fabuleux Destin de madame Petlet, regia di Camille de Casabianca (1995)
- La Femme du cosmonaute, regia di Jacques Monnet (1998)
- La Dilettante, regia diPascal Thomas (1999)
- Omicidio in Paradiso (Un crime au Paradis), regia di Jean Becker (2001)
- Fonzy, regia di Isabelle Doval (2013)

### Televisione
- Les Cinq Dernières Minutes - serie TV, 1 episodio, regia di Claude Loursais (1960)
- Le evasioni celebri (Les Évasions célèbres) - serie TV, 1 episodio (1973)
- Au théâtre ce soir, regia di Jean Guitton (1975)
- Le Temps des as - miniserie TV (1978)
- Le Roi qui vient du sud - miniserie TV (1979)
- L'Atterrissage - serie TV (1981)
- Le Petit Mitchell illustré - serie TV (1981)
- Toutes griffes dehors - miniserie TV (1982)
- Areu = MC2 - serie TV (1982)
- Billet doux - miniserie TV, regia di Michel Berny (1984)
- La Famille Bargeot - serie TV (1985)
- Le Canon paisible - miniserie TV, 1 episodio (1985)
- Madame & ses Flics - serie TV, 1 episodio, regia di Roland-Bernard (1986)
- Marie Pervenche - serie TV, 1 episodio, regia di Claude Boissol (1987)
- Mort aux ténors- telefilm, regia di Serge Moati (1987)
- Vivement lundi ! - serie TV (1988)
- Le Ravissement de Scapin - serie TV (1988)
- Il commissario Moulin (Commissaire Moulin) - serie TV, 1 episodio, regia di Paul Planchon (1989)
- Trois partout - serie TV (1991)
- C'est quoi ce petit boulot ? - miniserie TV, regia di Michel Berny (1991)
- Bonnes vacances - serie TV (1998)
- La Surprise - telefilm (2000)
- Père et Maire - serie TV (2002-2009)
- Mer belle à agitée - telefilm (2004)
- Retiens-moi - telefilm (2005)
- Scènes de ménages - serie TV (2009-in corso)
- Peplum - miniserie TV, regia di Philippe Lefebvre (2015)
- À votre service, regia di Florian Hessique (2016)
- Mystery in Paris (Mystère à Paris) - serie TV, 1 episodio, regia di Renaud Bertrand (2018)

### Cortometraggi
- 70 ans paraissant moins, regia di Patrice Bertrand (2001)

## Doppiaggio
Lista parziale del doppiaggio di Gérard Hernandez per l'edizione francese.

### Cinema
- Tomas Milian in La resa dei conti, Il bianco, il giallo, il nero, Cane e gatto,
- Vito Scotti in Fiore di cactus, Il padrino (ed. originale)
- Dominic Barto in Piedone lo sbirro, Lucky Luke
- Leopoldo Trieste in Mania di grandezza
- Ugo Fangareggi in Il gatto a nove code
- Stefano Satta Flores in 4 mosche di velluto grigio
- Erik Estrada in I nuovi centurioni
- Lino Capolicchio in Mussolini ultimo atto
- Gene Wilder in Nessuno ci può fermare
- Danny DeVito in Tin Men - 2 imbroglioni con signora
- Pat Morita in Karate Kid III - La sfida finale
- Harry Shearer in Le ragazze della Casa Bianca
- Gonzo, Waldorf, Rowlf in Muppet Show
- Lucio Dalla in Little Rita nel West

### Animazione
- Jack Dalton in Lucky Luke - La ballata dei Dalton, Lucky Luke - La grande avventura dei Dalton, Lucky Luke serie animata 1984
- Grande Puffo in I Puffi - serie animata, I Puffi - film, I Puffi 2, I Puffi - Viaggio nella foresta segreta
- Saggio della montagna in Le 12 fatiche di Asterix
- Luke in Le avventure di Bianca e Bernie
- Tito in Oliver & Company
- Atmospherix in Asterix e il segreto della pozione magica
- Barney Rubble in I Flintstones
- Artiglio Incappucciato (Sylvester Sneekly) in Le avventure di Penelope Pitstop

## Teatro

### Attore
- La Guerre du sucre di Robert Collon, regia di Yves Allégret (1957)
- Trencavel di Robert Collon, regia di Jean Mercure (1962)
- Duos sur canapé di Marc Camoletti, regia omonima (1976)
- Les Papas naissent dans les armoires di Giulio Scarnicci e Renzo Tarabusi, regia omonima Gérard Vergez (1978)
- Il sistema Ribadier (Le Système Ribadier) di Georges Feydeau, regia di Philippe Ogouz (1986)
- La Présidente di Maurice Hennequin e Pierre Veber, regia di Pierre Mondy (1988)
- 3 partout di Ray Cooney et Tony Hilton, regia di Pierre Mondy (1991)
- Sans rancune di Sam Bobrick e Ron Clark, regia di Pierre Mondy (1992)
- Le Dîner de cons di Francis Veber, regia di Pierre Mondy (1993)
- Les Œufs de l'autruche di André Roussin, regia di Stéphane Hillel (1997)
- La Surprise di Pierre Sauvil, regia di Annick Blancheteau (1999)
- Grosse Chaleur di Laurent Ruquier, regia di Patrice Leconte (2004)
- Toc toc di Laurent Baffie, regia di Isabelle Rattier (2012)

### Regista teatrale
- Areu = MC2 di Gérard Hernandez e Marc Moro (1978-1981)
- L'Homme au chapeau de porcelaine di Fernando Arrabal (1980)
- La Peau du personnage di Philippe Craig (2005)

## Discografia
- Prince Saphire, la potion de vérité cantata da Philippe Lorin e Jean-Jacques Thiébault con le voci di Tonia Cariffa e Gérard Hernandez. Edizione Junior Productions Musique, 1976.

## Doppiatori italiani
- Gianni Marzocchi in Il cervello

Da doppiatore è stato sostituito da:
- Bruno Alessandro in Asterix e il segreto della pozione magica
- Carlo Valli in Lucky Luke - La ballata dei Dalton
- Guido Rutta in Lucky Luke serie animata 1984
- Antonio Palumbo[1] in Lucky Luke - La ballata dei Dalton (ridoppiaggio), Lucky Luke - La grande avventura dei Dalton

## Libri
- Gérard Hernandez e Catherine Siguret, De scènes de vie à scènes de ménages, Le Cherche midi, 2015,  pp. 208 p, ISBN 978-2-7491-4317-0.

## Riconoscimenti
- Molière 1992: nominato al Molière du comédien dans un second rôle in Sans rancune
- Molière 1994: nominato al Molière du comédien dans un second rôle in Le Dîner de cons
- Grand prix des séries 2012: nominato al Grand prix per il miglior attore nella serie Scènes de ménages